# Mortier de 280 modèle 14/16
Der Mortier de 280 TR modèle 1914 Schneider (Mörser 280 mm Modell 1914 Schneider – TR steht für tir rapide, also Schnellfeuer) war ein Belagerungsmörser, der von der Firma Schneider et Cie hergestellt wurde. Hauptnutzer war die französische Armee während des Ersten Weltkrieges. Ungefähr 40 Geschütze wurden an Russland verkauft (allerdings wurden nur 26 geliefert), die während des Russischen Bürgerkrieges und des Polnisch-Sowjetischen Krieges als 11 дм. осадная мортира обр. 1912 г. (« Belagerungsmörser 11 Zoll Modell 1912 ») oder besser bekannt als  280-мм мортира Шнейдера образца 1914/15 гг. (« 280 mm Schneider Mörser Modell 1914/15S ») eingesetzt wurden. Eine modifizierte Version im Kaliber 240 mm wurde von der US-Army als M1918 240 mm howitzer bestellt, wurde aber erst nach Kriegsende produziert.
Entgegen seiner offiziellen Bezeichnung als Mörser, wurde das Geschütz in der Truppe doch meistens Haubitze genannt, was es seiner technischen Ausstattung mit einem Verschluss (statt Vorderladung) und der Rohrlänge mit 12 Kalibern verdankte.

## Hintergrund
Die Artillerie des 19. Jahrhunderts wurde hauptsächlich in zwei Arten unterteilt: die konventionelle „Feldartillerie“ begleitete die Infanterie auf dem Schlachtfeld, die „Belagerungsartillerie“ wurde verwendet, um feindliche befestigte Positionen zu bekämpfen. Der letztere Typ war durch große Kaliber gekennzeichnet, die einen vermehrten logistischen Einsatz erforderten. Die Wirksamkeit der Belagerungsartillerie zeigte sich während der Belagerung von Port Arthur (Mai 1904), bei der die Kaiserlich Japanische Armee gegen die russischen Befestigungen und Kriegsschiffe schwere Mörser vom Kaliber 28 (28-cm-Haubitze L/10) einsetzte, die von der Firma Armstrong entworfen worden waren. Dieses Detail der Geschichte entging den Russen natürlich nicht, die dann 1909 mit der Firma Schneider et Cie Kontakt aufnahmen, um eine 11 Zoll (279,4 mm) Schnellfeuer-Belagerungshaubitze mit einer Reichweite von 6000 m zu bestellen, die die Artillerie des Zaren verstärken sollte.
Der Prototyp von Schneider, der in der Fabrik in Creusot hergestellt worden war, wurde 1912 von der russischen Armee unter dem Namen 11 дм. осадная мортира обр. 1912 г. getestet. Die Wirkung dieser neuen Haubitze hatte man dabei gegen befestigte Ziele geprüft, die speziell dafür auf der Beresan Insel in der Mündung des Dnjepr gebaut wurden. Die Tests wurden als „Otschakow-Experimente“ bekannt. Obwohl die Projektile dabei nicht in der Lage waren, verstärkte moderne Befestigungsanlagen zu durchschlagen, wurde die Gesamtleistung des Konzepts als zufriedenstellend angesehen. Russland bestellte daher bei Schneider 16 Exemplare, die 1915 unter der offiziellen Bezeichnung 280-мм мортира Шнейдера образца 1914/15 гг. geliefert wurden.
Während dieser Periode war die französische Armee auch an dem Konzept interessiert, da die alten Mortier de 270 modèle 1885 ersetzt werden sollten. Die Nationalversammlung zögerte bis 1913, bevor eine Bestellung von 18 Stück genehmigt wurde, zu einer Zeit als es bereits so gut wie sicher war, dass es in Europa Krieg geben würde. Anfangs sollten die französischen Geschütze das Kaliber 280 mm haben, wurden aber schließlich unter der russischen Norm 279,4 mm gebaut. Obwohl das Kaliber identisch war, zeigten die russischen und französischen Haubitzen Unterschiede, insbesondere im Verschluss. Aufgrund von Verzögerungen, die teilweise auf die französische Mobilisierung von 1914 zurückzuführen waren, wurden die ersten französischen Haubitzen erst Ende 1915 ausgeliefert.

## Funktion

### Aufbau

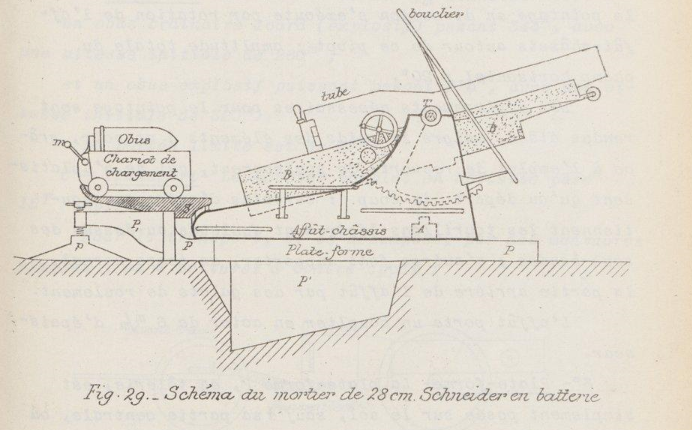
Detailzeichnung des Mortier Schneider de 280 mm.

Der Mortier de 280 modèle 1914 Schneider war eine klassische Haubitze im Stil ihrer Zeit, die mit einem de Bange Verschluss ausgestattet war. Um den langen Rohrrücklauf auszugleichen, wurde ein hydropneumatisches Dämpfungssystem, wie es auch auf den anderen französischen Artilleriegeschützen vorhanden war, eingebaut. Das Rohr mit einer Länge von 12 Kalibern (L/12), erlaubte eine Mündungsgeschwindigkeit von 418 m/s bei einer maximalen Reichweite von 10.950 m. Im Gegensatz zu anderen Belagerungswaffen dieser Zeit war der Schildzapfen hoch auf dem Rohr positioniert, weswegen beim Modell 280 mm 1914 unter der Geschützstellung eine Vertiefung für den Rohrrücklauf beim Schuss in der oberen Winkelgruppe ausgehoben werden musste. Optional konnte zudem ein Schutzschild montiert werden.

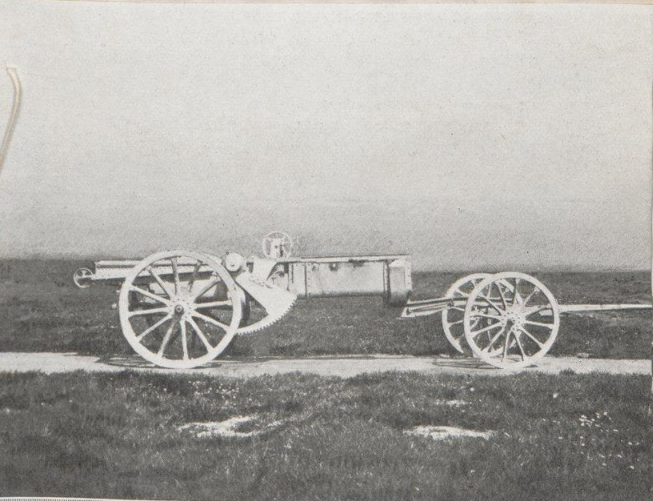
Transport der Rohrwiege
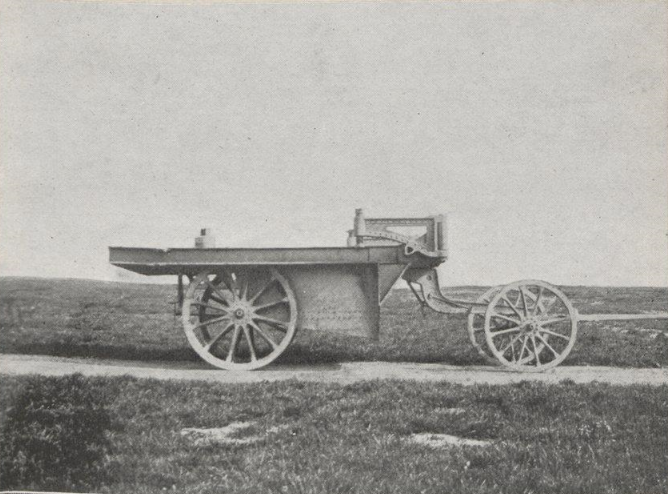
Transport der Unterlafette

### Munition
Der 280 mm Mörser verwendete drei verschiedene Munitionsarten:
| Munition                    | Beschreibung                                       | Gesamtgewicht | Sprengladung | Mündungsgeschwindigkeit | Zünder                                                                              |
| --------------------------- | -------------------------------------------------- | ------------- | ------------ | ----------------------- | ----------------------------------------------------------------------------------- |
| Granate type AT modèle 1914 | Sprenggranate aus Stahl mit Verzögerungszünder     | 205 kg        | 63,6 kg      | 418 m/s                 | Zünder 40 mm Mle 1895                                                               |
| Granate type FA modèle 1915 | Sprenggranate aus Gusseisen mit Verzögerungszünder | 205 kg        | 36,3 kg      | 418 m/s                 | Zünder 40 mm Mle 1895                                                               |
| Granate type AC modèle 1915 | Sprenggranate mit Bodenzünder                      | 275 kg        | 51,5 kg      | 315 m/s                 | Bodenzünder Mle 1915 mit Verzögerung (0,25 / 0,35 und 0,50 s) oder ohne Verzögerung |

## Kampfeinsätze

### Erster Weltkrieg
Bei Kriegsbeginn waren die Geschütze zu zweit und dann zu dritt in einer Batterie eingestellt.

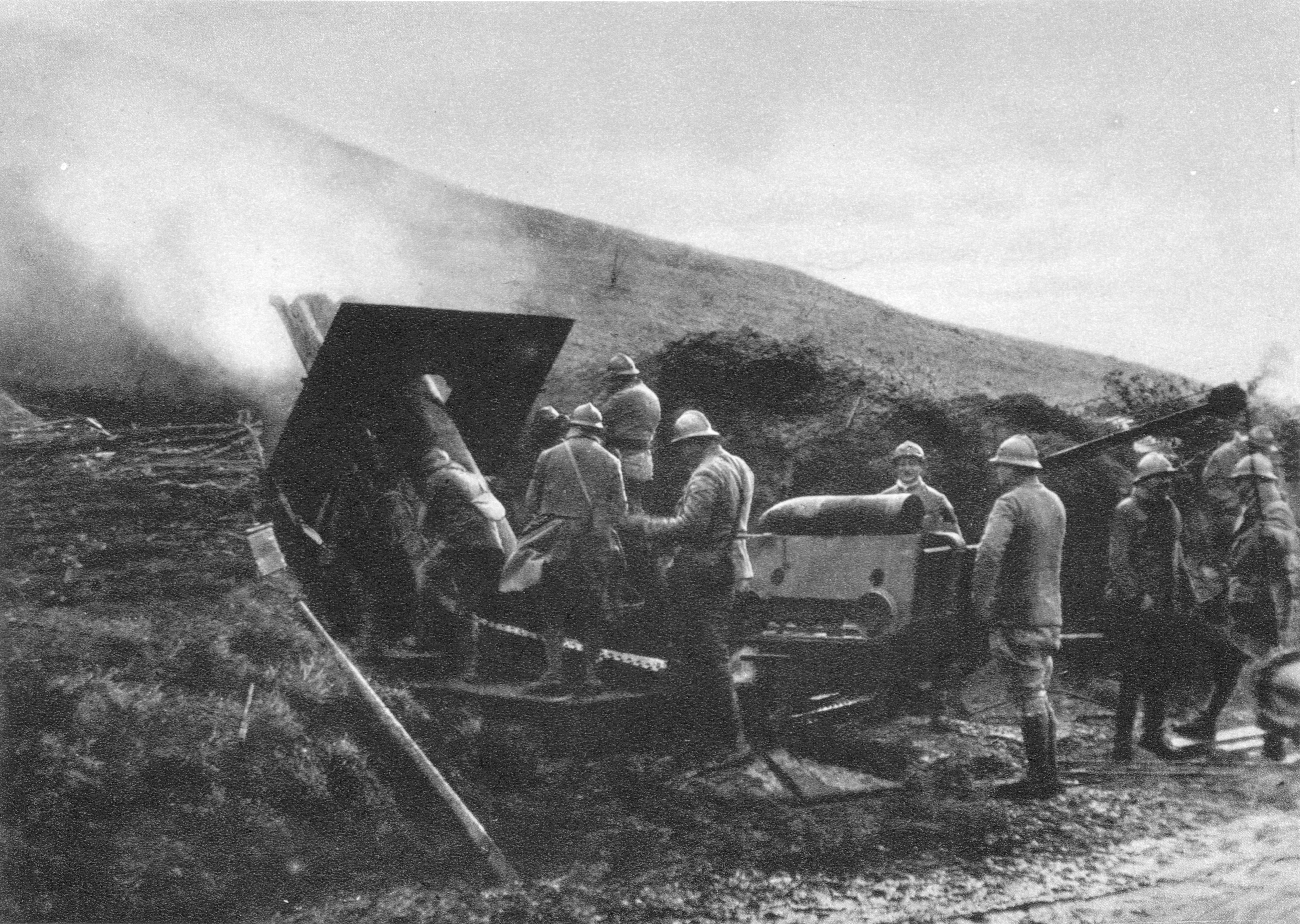
Ein französischer 280 mm Mörser feuert am 23. Februar 1918 auf deutsche Stellungen bei (Aspach (Haut-Rhin))

Der Mörser wurde im April 1916 erstmals in der Schlacht um Verdun eingesetzt. Es wurden deutsche Verschanzungen und Artilleriestellungen beschossen. Im Laufe des französischen Angriffs auf Fort Douaumont im Mai 1916 zeigte sich, dass seine 280-mm-Granaten auch hier nicht in der Lage waren moderne Befestigungen zu durchdringen, wie es bereits 1912 nachgewiesen wurde.
Bei Ende des Krieges waren insgesamt 126 der Mörser an das französische Heer und 26 an die Russische Armee geliefert worden. (Nach dem Ausbruch der Russischen Revolution erfolgten keine Lieferungen mehr.) 25 Exemplare waren auf ein Raupenfahrgestell der Firma Saint-Chamond montiert und zählten unter der Bezeichnung « Saint-Chamond mortier de 280 sur chenilles » mit zum Beginn der motorisierten Artillerie. Diese Art der Artillerie war wertvoll während des Stellungskrieges, verlor bei Wiederbeginn des Bewegunsgskrieges Ende 1918 aber viel von seiner Wirksamkeit.

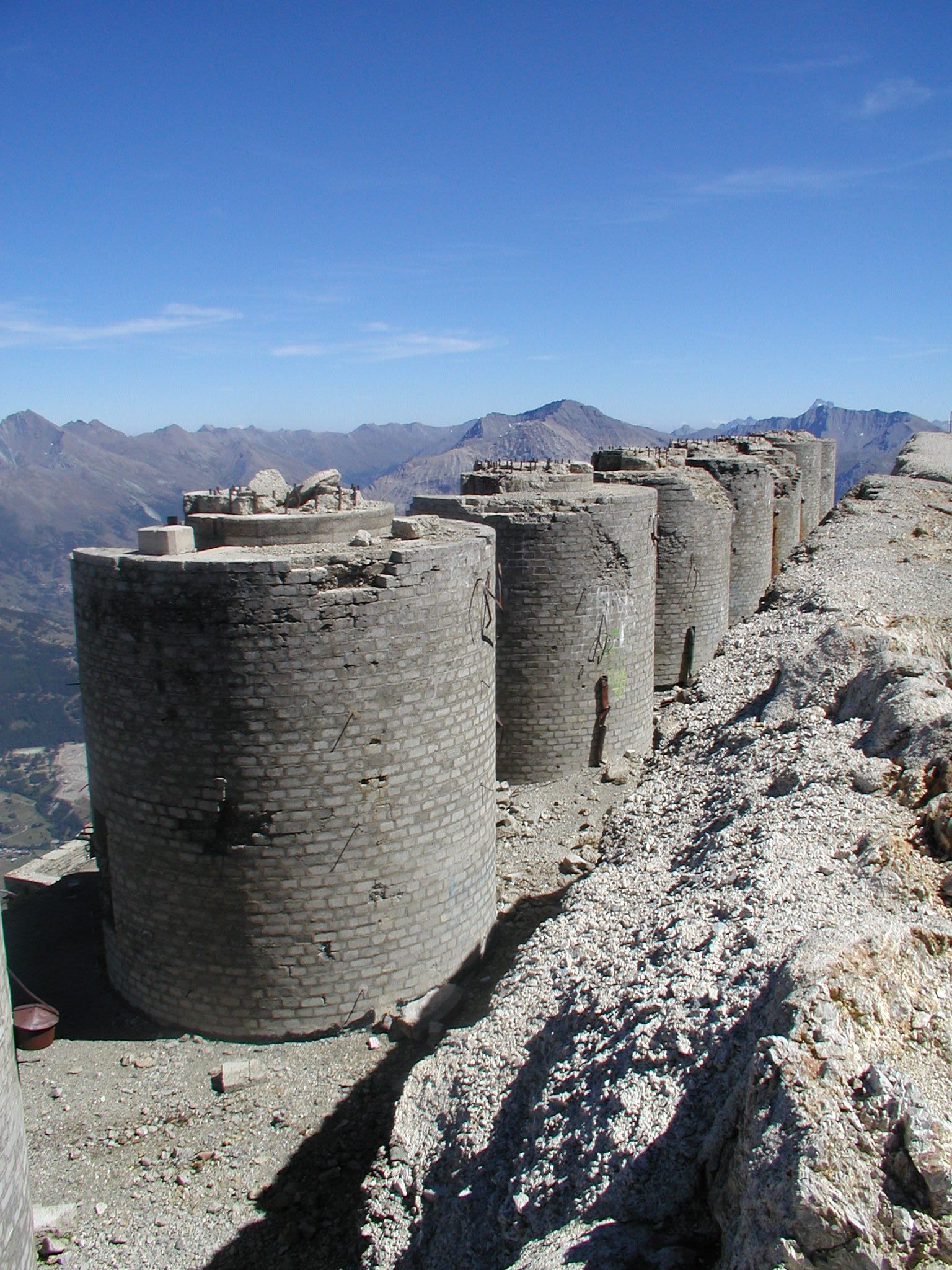
Geschütztürme des Fort Chaberton

### Geschichte der «Saint-Chamond mortier de 280 sur chenilles»
Ursprünglich wollte man das erfolglose Chassis des Panzers St. Chamond nutzen. Die Erkenntnisse über die technische Unzulänglichkeit des Fahrzeugs zwangen jedoch zu einer völlig neuen Konstruktion. 1918 erschienen die ersten Mörser an der Front. Einsatzberichte sind jedoch äußerst spärlich. Einige Fahrzeuge wurden auch mit einer 194-mm-Kanone ausgerüstet. Nach dem deutschen Einmarsch in Frankreich 1940 wurden noch einige Fahrzeuge erbeutet und bis 1943 an der Ostfront eingesetzt.
Der Mörser bestand aus zwei verhältnismäßig leicht gepanzerten Fahrzeugen. Der Antrieb erfolgte über Elektromotoren im Geschützträger, welche wiederum ihren Strom aus einem gepanzerten Generatorwagen bezogen. Der Fahrer des Geschützwagens steuerte beide Fahrzeuge, diese waren mit einem Kabel verbunden. Das Geschütz war mittig gelagert.

### Zweiter Weltkrieg

#### In Frankreich
Bei Beginn der Schlacht um Frankreich 1940 war der Mörser fester Bestandteil der französischen Artillerietruppe. Die Geschütze waren dem 166e régiment d'artillerie de position (Festungsartillerieregiment in der Maginot-Linie) zugeteilt. Bei der Mobilmachung wurden sie mit 32 Geschützen an das 171e und 172e régiment d'artillerie lourde à grande puissance (Regimenter der schweren Artillerie großer Wirkung) abgegeben.

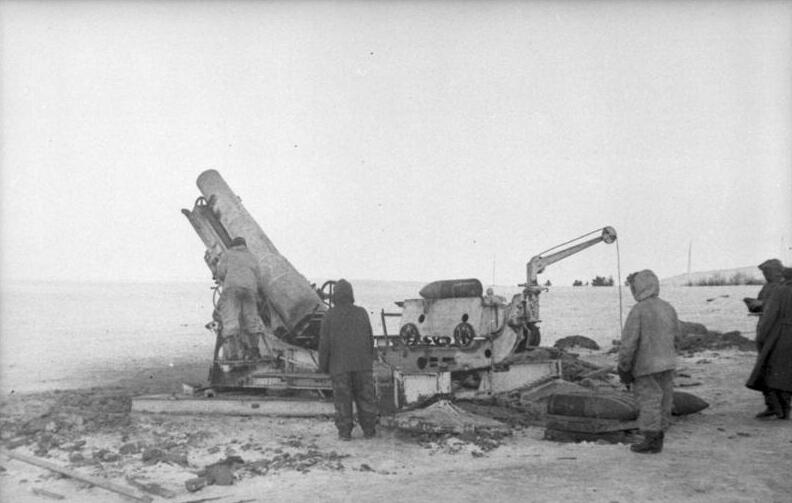
Der Mörser im Einsatz bei der deutschen Wehrmacht im Osten im Januar 1944.

Die Mörser wurden erfolgreich während der Kämpfe gegen das italienische Fort am Mont Chaberton eingesetzt. Im Jahr 1940 war die Einnahme des Forts, auf 3130 m Höhe über Briançon gelegen, eines der Hauptanliegen des französischen Oberkommandos. Fort Chaberton wurde ab 1891 gebaut. Es umfasste eine Kaserne von 13 × 18 m und acht gemauerte Artillerietürme. Jeder Turm war mit einer 149 mm Kanone (Cannone da 149/35 A) bestückt.
Die Franzosen bauten einen gepanzerten Beobachtungsturm und zwei Feldbeobachtungsposten um das Fort Chaberton zu überwachen. Es wurden dann vier Feldstellungen für die 280 mm Mörser außerhalb des Sichtfeldes der Italiener gebaut, zwei am Poët Moran und zwei an der Ayrette. Sie standen unter dem Kommando von Lieutenant Miguet.
Am Nachmittag des 21. Juni 1940 eröffneten die vier Mörser das Feuer gegen das italienische Fort. Der erste Schuss lag zu kurz, aber der zweite zerstörte die Seilbahn auf den Chaberton und alle anderen erreichten ihr Ziel. Die Italiener versuchten zurück zu schießen, aber die Türme wurden schnell beschädigt und bald außer Gefecht gesetzt.

#### Im Osten
Im Juni 1941 verfügte die Rote Arme noch über die 26 gelieferten Mörser. Die 72 französischen Geschütze, die von den Deutschen erbeutet worden waren, wurden als „28-cm-Mörser 601(f)“ an der russischen Front und hier speziell bei der Belagerung von Leningrad eingesetzt.

## Noch vorhandene Stücke
Es existieren nur noch zwei bekannte Exemplare des Mörsers.

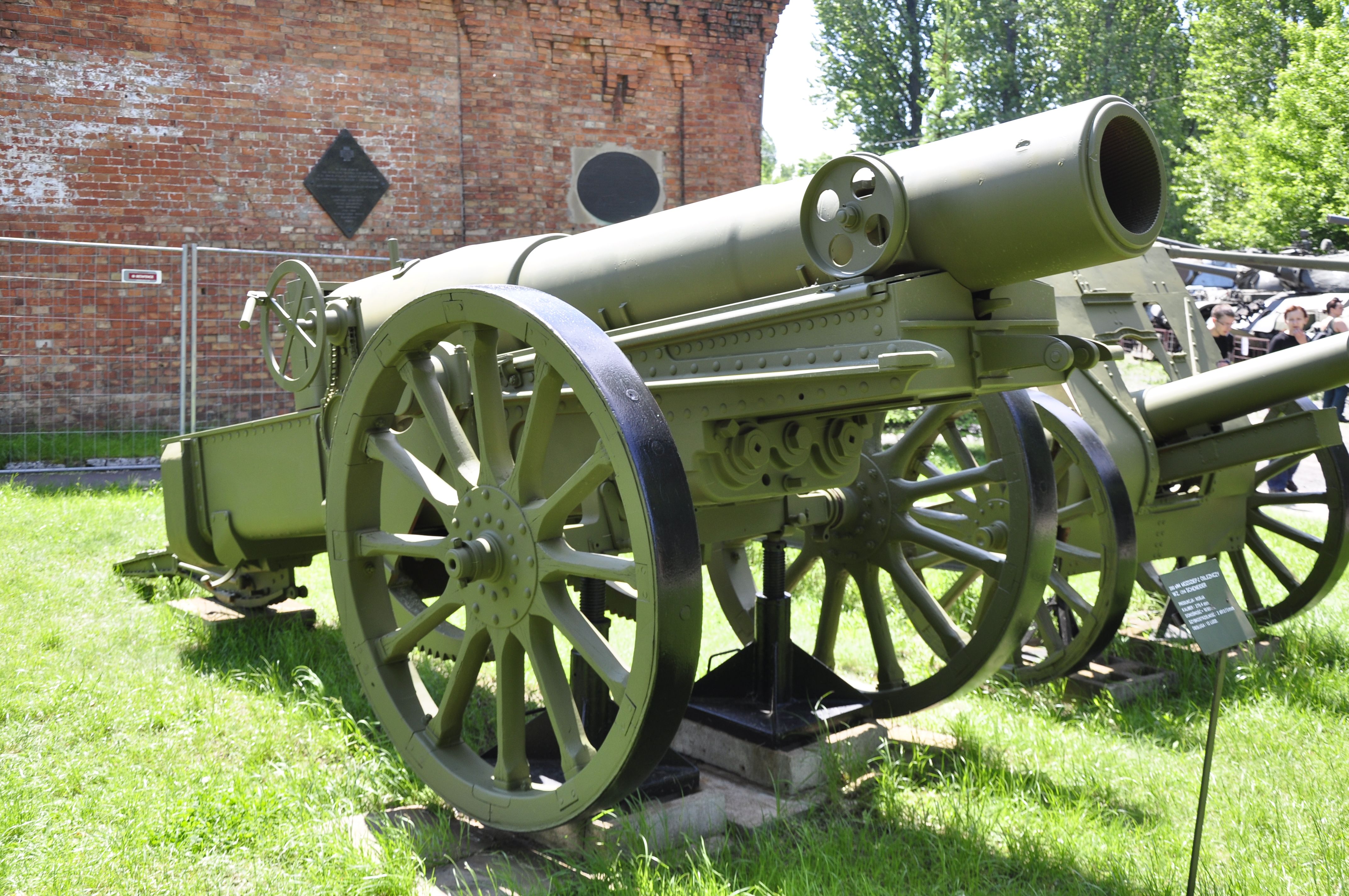
Russisches Modell im Muzeum Wojska Polskiego in Warschau.
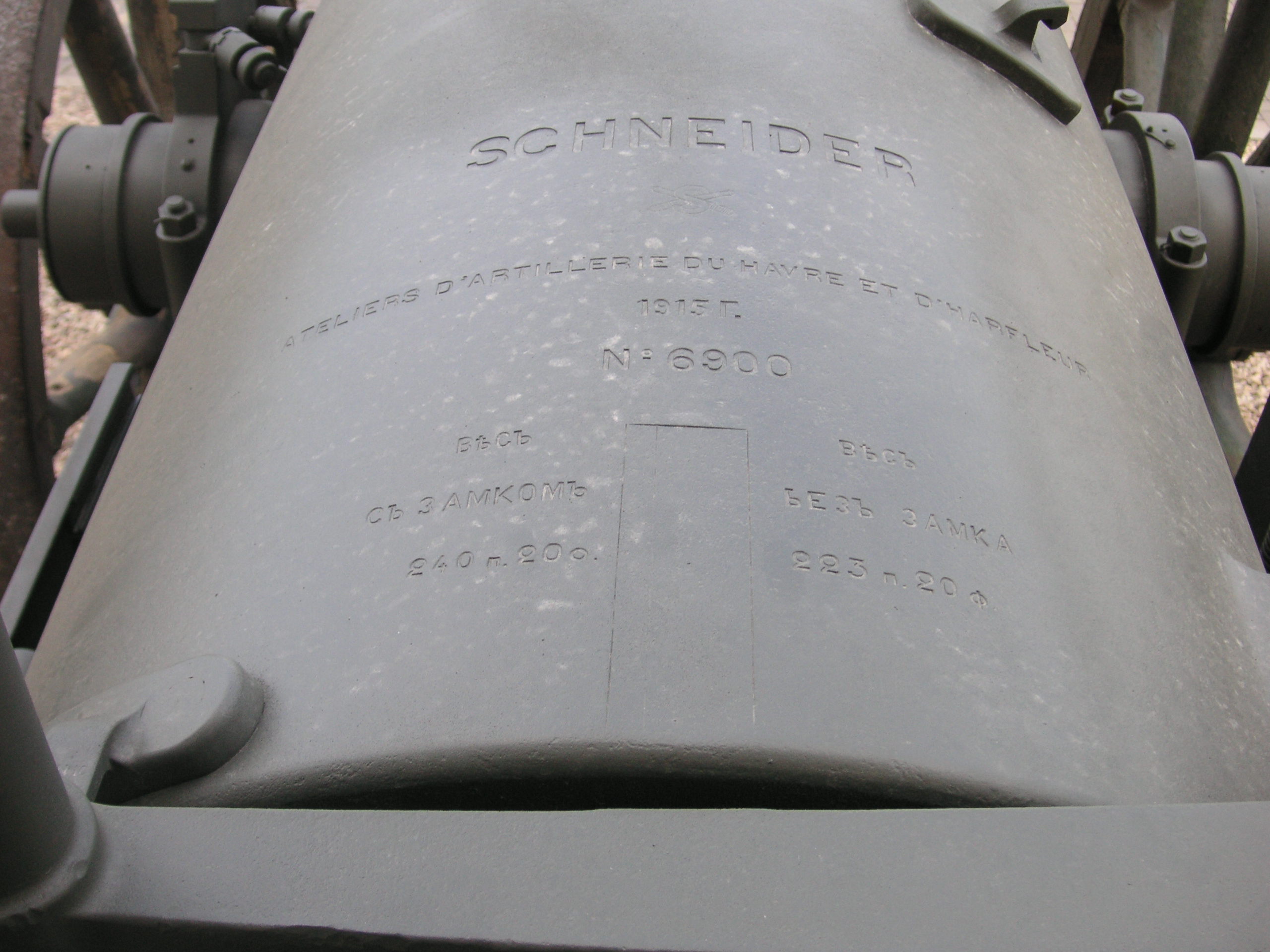
Inschriften auf dem Rohr.
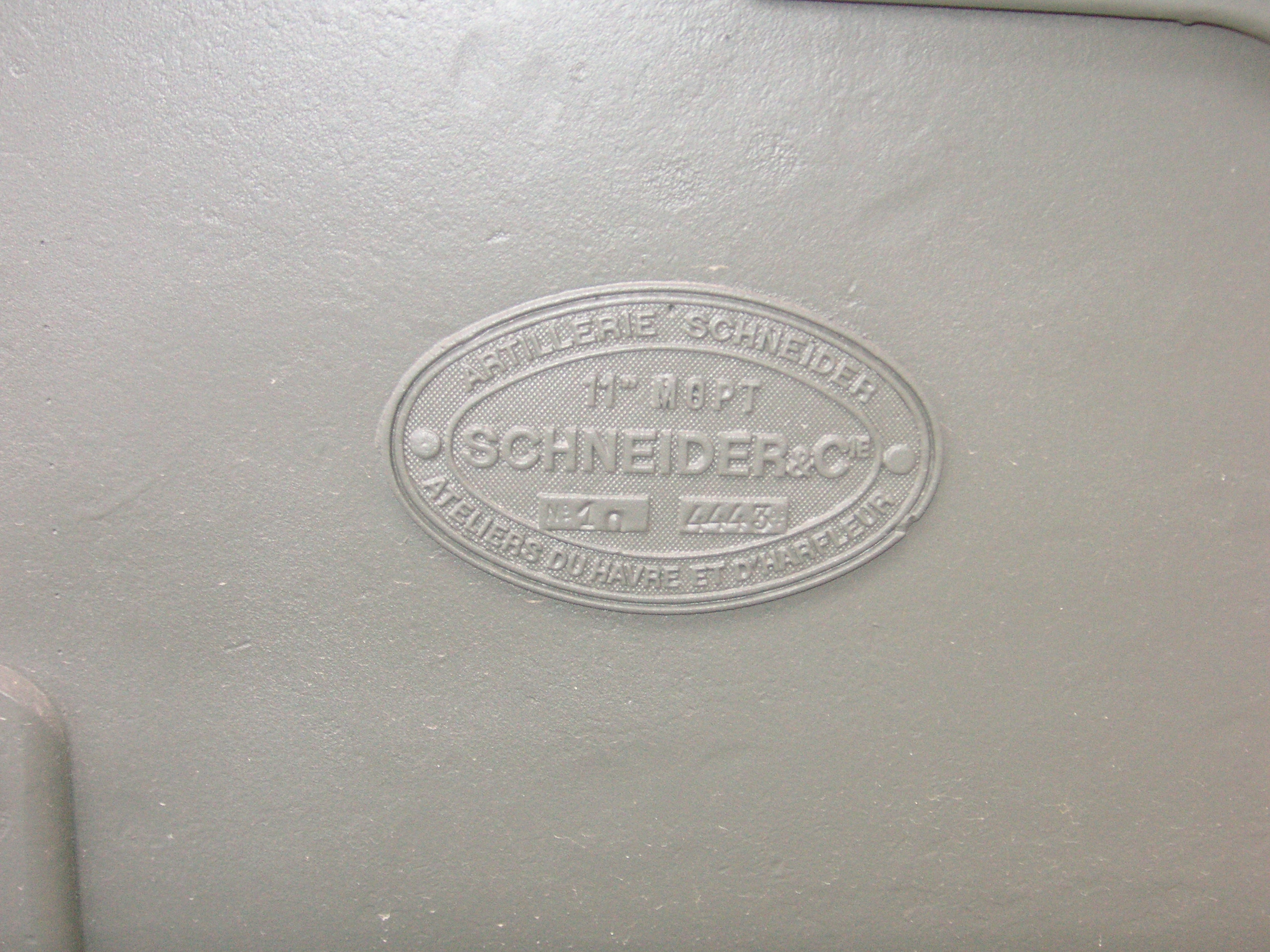
Herstellerplakette mit Produktionsnummer
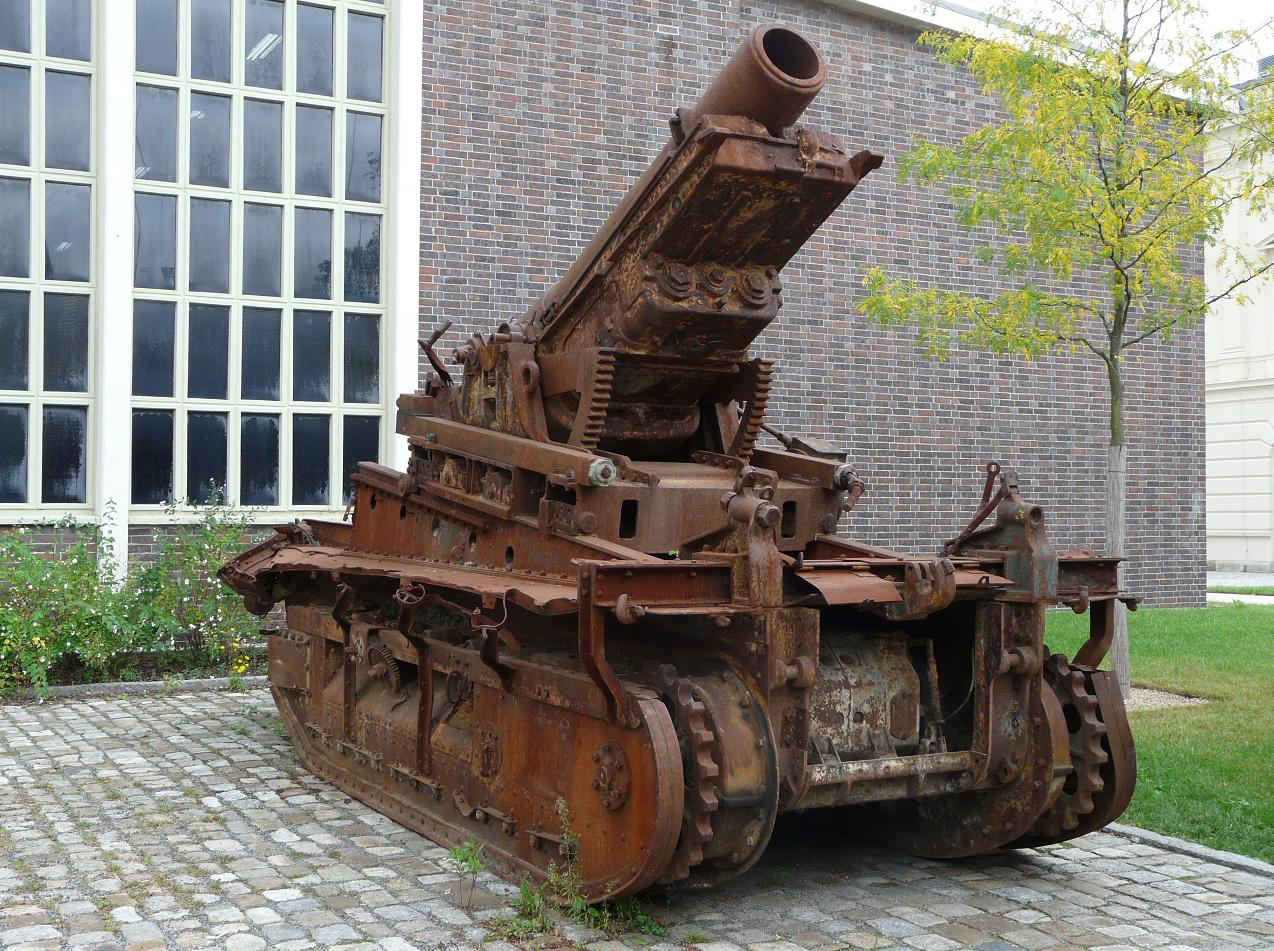
Saint-Chamond mortier de 280 mm sur chenilles, ausgestellt im Militärhistorischen Museum der Bundeswehr in Dresden.